# Omgång 1 i kvalspelet till världsmästerskapet i fotboll 2022 (Concacaf)
Omgång 1 i kvalspelet till världsmästerskapet i fotboll 2022 (Concacaf) är den första av tre omgångar i Concacaf:s kvalspel till världsmästerskapet i fotboll 2022 i Qatar. Matcherna var ursprungligen planerade att spelas 7–13 oktober och 11–17 november 2020, men den 8 september 2020 meddelade Concacaf att kvalspelet inte skulle starta förrän mars 2021.

## Gruppspel

### Grupp A
| Nr | Lag                      | S | V | O | F | GM | IM | MS  | P  |
| -- | ------------------------ | - | - | - | - | -- | -- | --- | -- |
| 1  | El Salvador              | 4 | 3 | 1 | 0 | 13 | 1  | +12 | 10 |
| 2  | Montserrat               | 4 | 2 | 2 | 0 | 9  | 4  | +5  | 8  |
| 3  | Antigua och Barbuda      | 4 | 2 | 1 | 1 | 6  | 5  | +1  | 7  |
| 4  | Grenada                  | 4 | 1 | 0 | 3 | 2  | 5  | −3  | 3  |
| 5  | Amerikanska Jungfruöarna | 4 | 0 | 0 | 4 | 0  | 15 | −15 | 0  |

|             | 24 mars 2021 | Antigua och Barbuda                  | 2 – 2           | Montserrat                 | Ergilio Hato Stadium                                             |                                                                  |
| 18:00 UTC−6 | 18:00 UTC−6  | Eugene Kirwan 23′ D'Andre Bishop 45′ | (2 – 2) Rapport | 7′ (str.), 26′ Lyle Taylor | Willemstad (Curaçao) Domare: Melvin Orlando Matamoros (Honduras) | Willemstad (Curaçao) Domare: Melvin Orlando Matamoros (Honduras) |
| 18:00 UTC−6 | 18:00 UTC−6  |                                      |                 |                            | Willemstad (Curaçao) Domare: Melvin Orlando Matamoros (Honduras) | Willemstad (Curaçao) Domare: Melvin Orlando Matamoros (Honduras) |
| 18:00 UTC−6 | 18:00 UTC−6  |                                      |                 |                            | Willemstad (Curaçao) Domare: Melvin Orlando Matamoros (Honduras) | Willemstad (Curaçao) Domare: Melvin Orlando Matamoros (Honduras) |

|             | 25 mars 2021 | El Salvador                        | 2 – 0           | Grenada | Estadio Cuscatlán                                         |                                                           |
| 20:25 UTC−6 | 20:25 UTC−6  | Gerson Mayen 23′ David Rugamas 46′ | (1 – 0) Rapport |         | San Salvador Domare: Kimbell Ward (Saint Kitts och Nevis) | San Salvador Domare: Kimbell Ward (Saint Kitts och Nevis) |
| 20:25 UTC−6 | 20:25 UTC−6  |                                    |                 |         | San Salvador Domare: Kimbell Ward (Saint Kitts och Nevis) | San Salvador Domare: Kimbell Ward (Saint Kitts och Nevis) |
| 20:25 UTC−6 | 20:25 UTC−6  |                                    |                 |         | San Salvador Domare: Kimbell Ward (Saint Kitts och Nevis) | San Salvador Domare: Kimbell Ward (Saint Kitts och Nevis) |

|             | 27 mars 2021 | Amerikanska Jungfruöarna | 0 – 3           | Antigua och Barbuda                              | Bethlehem Soccer Stadium                                           |                                                                    |
| 19:00 UTC−4 | 19:00 UTC−4  |                          | (0 – 3) Rapport | 26′ Peter Byers 34′ (str.), 42′ Quinton Griffith | Upper Bethlehem Domare: Trevester Richards (Saint Kitts och Nevis) | Upper Bethlehem Domare: Trevester Richards (Saint Kitts och Nevis) |
| 19:00 UTC−4 | 19:00 UTC−4  |                          |                 |                                                  | Upper Bethlehem Domare: Trevester Richards (Saint Kitts och Nevis) | Upper Bethlehem Domare: Trevester Richards (Saint Kitts och Nevis) |
| 19:00 UTC−4 | 19:00 UTC−4  |                          |                 |                                                  | Upper Bethlehem Domare: Trevester Richards (Saint Kitts och Nevis) | Upper Bethlehem Domare: Trevester Richards (Saint Kitts och Nevis) |

|             | 28 mars 2021 | Montserrat      | 1 – 1           | El Salvador      | Ergilio Hato Stadium                                  |                                                       |
| 19:00 UTC−4 | 19:00 UTC−4  | Lyle Taylor 89′ | (0 – 1) Rapport | 4′ David Rugamas | Willemstad (Curaçao) Domare: Ricangel de Leça (Aruba) | Willemstad (Curaçao) Domare: Ricangel de Leça (Aruba) |
| 19:00 UTC−4 | 19:00 UTC−4  |                 |                 |                  | Willemstad (Curaçao) Domare: Ricangel de Leça (Aruba) | Willemstad (Curaçao) Domare: Ricangel de Leça (Aruba) |
| 19:00 UTC−4 | 19:00 UTC−4  |                 |                 |                  | Willemstad (Curaçao) Domare: Ricangel de Leça (Aruba) | Willemstad (Curaçao) Domare: Ricangel de Leça (Aruba) |

|             | 30 mars 2021 | Grenada           | 1 – 0           | Amerikanska Jungfruöarna | Kirani James Athletic Stadium                   |                                                 |
| 19:00 UTC−4 | 19:00 UTC−4  | Saydrel Lewis 33′ | (1 – 0) Rapport |                          | Saint George's Domare: Sherwin Johnson (Guyana) | Saint George's Domare: Sherwin Johnson (Guyana) |
| 19:00 UTC−4 | 19:00 UTC−4  |                   |                 |                          | Saint George's Domare: Sherwin Johnson (Guyana) | Saint George's Domare: Sherwin Johnson (Guyana) |
| 19:00 UTC−4 | 19:00 UTC−4  |                   |                 |                          | Saint George's Domare: Sherwin Johnson (Guyana) | Saint George's Domare: Sherwin Johnson (Guyana) |

|             | 2 juni 2021 | Montserrat                                             | 4 – 0           | Amerikanska Jungfruöarna | Estadio Panamericano                                                              |                                                                                   |
| 17:00 UTC−4 | 17:00 UTC−4 | Nathan Pond 39′ Rohan Ince 60′ Adrian Clifton 66′, 83′ | (1 – 0) Rapport |                          | San Cristóbal (Dominikanska republiken) Domare: Selvin Brown Chavarria (Honduras) | San Cristóbal (Dominikanska republiken) Domare: Selvin Brown Chavarria (Honduras) |
| 17:00 UTC−4 | 17:00 UTC−4 |                                                        |                 |                          | San Cristóbal (Dominikanska republiken) Domare: Selvin Brown Chavarria (Honduras) | San Cristóbal (Dominikanska republiken) Domare: Selvin Brown Chavarria (Honduras) |
| 17:00 UTC−4 | 17:00 UTC−4 |                                                        |                 |                          | San Cristóbal (Dominikanska republiken) Domare: Selvin Brown Chavarria (Honduras) | San Cristóbal (Dominikanska republiken) Domare: Selvin Brown Chavarria (Honduras) |

|             | 4 juni 2021 | Antigua och Barbuda | 1 – 0           | Grenada | Sir Vivian Richards Stadium                   |                                               |
| 16:00 UTC−4 | 16:00 UTC−4 | Rhys Browne 20′     | (1 – 0) Rapport |         | North Sound Domare: Francia González (Mexiko) | North Sound Domare: Francia González (Mexiko) |
| 16:00 UTC−4 | 16:00 UTC−4 |                     |                 |         | North Sound Domare: Francia González (Mexiko) | North Sound Domare: Francia González (Mexiko) |
| 16:00 UTC−4 | 16:00 UTC−4 |                     |                 |         | North Sound Domare: Francia González (Mexiko) | North Sound Domare: Francia González (Mexiko) |

|             | 5 juni 2021 | Amerikanska Jungfruöarna | 0 – 7           | El Salvador                                                                                      | Bethlehem Soccer Stadium                |                                         |
| 19:00 UTC−4 | 19:00 UTC−4 |                          | (0 – 2) Rapport | 23′, 86′ Marvin Monterrosa 30′ Juan Carlos Portillo 78′, 82′, 90′ David Rugamas 79′ Joshua Pérez | Upper Bethlehem Domare: Ted Unkel (USA) | Upper Bethlehem Domare: Ted Unkel (USA) |
| 19:00 UTC−4 | 19:00 UTC−4 |                          |                 |                                                                                                  | Upper Bethlehem Domare: Ted Unkel (USA) | Upper Bethlehem Domare: Ted Unkel (USA) |
| 19:00 UTC−4 | 19:00 UTC−4 |                          |                 |                                                                                                  | Upper Bethlehem Domare: Ted Unkel (USA) | Upper Bethlehem Domare: Ted Unkel (USA) |

|             | 8 juni 2021 | Grenada           | 1 – 2           | Montserrat                  | Kirani James Athletic Stadium                   |                                                 |
| 19:00 UTC−4 | 19:00 UTC−4 | Saydrel Lewis 51′ | (0 – 0) Rapport | 85′, 87′ (str.) Lyle Taylor | Saint George's Domare: Adonai Escobedo (Mexiko) | Saint George's Domare: Adonai Escobedo (Mexiko) |
| 19:00 UTC−4 | 19:00 UTC−4 |                   |                 |                             | Saint George's Domare: Adonai Escobedo (Mexiko) | Saint George's Domare: Adonai Escobedo (Mexiko) |
| 19:00 UTC−4 | 19:00 UTC−4 |                   |                 |                             | Saint George's Domare: Adonai Escobedo (Mexiko) | Saint George's Domare: Adonai Escobedo (Mexiko) |

|             | 8 juni 2021 | El Salvador                                             | 3 – 0           | Antigua och Barbuda | Estadio Cuscatlán                                |                                                  |
| 19:05 UTC−6 | 19:05 UTC−6 | Eriq Zavaleta 40′ David Rugamas 68′ Walmer Martinez 85′ | (1 – 0) Rapport |                     | San Salvador Domare: Keylor Herrera (Costa Rica) | San Salvador Domare: Keylor Herrera (Costa Rica) |
| 19:05 UTC−6 | 19:05 UTC−6 |                                                         |                 |                     | San Salvador Domare: Keylor Herrera (Costa Rica) | San Salvador Domare: Keylor Herrera (Costa Rica) |
| 19:05 UTC−6 | 19:05 UTC−6 |                                                         |                 |                     | San Salvador Domare: Keylor Herrera (Costa Rica) | San Salvador Domare: Keylor Herrera (Costa Rica) |

### Grupp B
| Nr | Lag         | S | V | O | F | GM | IM | MS  | P  |
| -- | ----------- | - | - | - | - | -- | -- | --- | -- |
| 1  | Kanada      | 4 | 4 | 0 | 0 | 27 | 1  | +26 | 12 |
| 2  | Surinam     | 4 | 3 | 0 | 1 | 15 | 4  | +11 | 9  |
| 3  | Bermuda     | 4 | 1 | 1 | 2 | 7  | 12 | −5  | 4  |
| 4  | Aruba       | 4 | 1 | 0 | 3 | 3  | 19 | −16 | 3  |
| 5  | Caymanöarna | 4 | 0 | 1 | 3 | 2  | 18 | −16 | 1  |

|             | 24 mars 2021 | Surinam                                                       | 3 – 0           | Caymanöarna | Dr. Ir. Franklin Essed Stadion          |                                         |
| 19:00 UTC−3 | 19:00 UTC−3  | Shaquille Pinas 22′ Ryan Donk 38′ (str.) Gleofilo Vlijter 76′ | (2 – 0) Rapport |             | Paramaribo Domare: Jorge Pérez (Mexiko) | Paramaribo Domare: Jorge Pérez (Mexiko) |
| 19:00 UTC−3 | 19:00 UTC−3  |                                                               |                 |             | Paramaribo Domare: Jorge Pérez (Mexiko) | Paramaribo Domare: Jorge Pérez (Mexiko) |
| 19:00 UTC−3 | 19:00 UTC−3  |                                                               |                 |             | Paramaribo Domare: Jorge Pérez (Mexiko) | Paramaribo Domare: Jorge Pérez (Mexiko) |

|             | 25 mars 2021 | Kanada                                                       | 5 – 1           | Bermuda           | Exploria Stadium                              |                                               |
| 20:00 UTC−4 | 20:00 UTC−4  | Cyle Larin 19′, 27′, 69′ Richie Laryea 53′ Theo Corbeanu 81′ | (2 – 0) Rapport | 63′ Kane Crichlow | Orlando (USA) Domare: Armando Villareal (USA) | Orlando (USA) Domare: Armando Villareal (USA) |
| 20:00 UTC−4 | 20:00 UTC−4  |                                                              |                 |                   | Orlando (USA) Domare: Armando Villareal (USA) | Orlando (USA) Domare: Armando Villareal (USA) |
| 20:00 UTC−4 | 20:00 UTC−4  |                                                              |                 |                   | Orlando (USA) Domare: Armando Villareal (USA) | Orlando (USA) Domare: Armando Villareal (USA) |

|             | 27 mars 2021 | Aruba | 0 – 6           | Surinam                                                                                           | IMG Academy                                 |                                             |
| 20:00 UTC−4 | 20:00 UTC−4  |       | (0 – 3) Rapport | 19′, 37′, 55′ Nigel Hasselbaink 27′ (sjm.) Francois Croes 70′ Florian Jozefzoon 74′ Roland Alberg | Bradenton (USA) Domare: Ismail Elfath (USA) | Bradenton (USA) Domare: Ismail Elfath (USA) |
| 20:00 UTC−4 | 20:00 UTC−4  |       |                 |                                                                                                   | Bradenton (USA) Domare: Ismail Elfath (USA) | Bradenton (USA) Domare: Ismail Elfath (USA) |
| 20:00 UTC−4 | 20:00 UTC−4  |       |                 |                                                                                                   | Bradenton (USA) Domare: Ismail Elfath (USA) | Bradenton (USA) Domare: Ismail Elfath (USA) |

|             | 29 mars 2021 | Caymanöarna | 00 – 11         | Kanada | IMG Academy                             |                                         |
| 18:00 UTC−4 | 18:00 UTC−4  |             | (0 – 6) Rapport | 6′ Frank Sturing 13′ Cyle Larin 25′ David Wotherspoon 27′ (str.), 73′ Alphonso Davies 32′, 63′ Mark-Anthony Kaye 44′ Alistair Johnston 68′, 74′, 76′ Lucas Cavallini | Bradenton (USA) Domare: Ted Unkel (USA) | Bradenton (USA) Domare: Ted Unkel (USA) |
| 18:00 UTC−4 | 18:00 UTC−4  |             |                 | | Bradenton (USA) Domare: Ted Unkel (USA) | Bradenton (USA) Domare: Ted Unkel (USA) |
| 18:00 UTC−4 | 18:00 UTC−4  |             |                 | | Bradenton (USA) Domare: Ted Unkel (USA) | Bradenton (USA) Domare: Ted Unkel (USA) |

|             | 30 mars 2021 | Bermuda                                                                     | 5 – 0           | Aruba | IMG Academy                                                 |                                                             |
| 20:00 UTC−4 | 20:00 UTC−4  | Kane Crichlow 36′, 80′ Jaylon Bather 40′ Dante Leverock 57′ Knory Scott 64′ | (2 – 0) Rapport |       | Bradenton (USA) Domare: Jaime Herrera Bonilla (El Salvador) | Bradenton (USA) Domare: Jaime Herrera Bonilla (El Salvador) |
| 20:00 UTC−4 | 20:00 UTC−4  |                                                                             |                 |       | Bradenton (USA) Domare: Jaime Herrera Bonilla (El Salvador) | Bradenton (USA) Domare: Jaime Herrera Bonilla (El Salvador) |
| 20:00 UTC−4 | 20:00 UTC−4  |                                                                             |                 |       | Bradenton (USA) Domare: Jaime Herrera Bonilla (El Salvador) | Bradenton (USA) Domare: Jaime Herrera Bonilla (El Salvador) |

|             | 2 juni 2021 | Caymanöarna             | 1 – 3           | Aruba                                         | IMG Academy                                                     |                                                                 |
| 18:00 UTC−4 | 18:00 UTC−4 | Jonah Ebanks 30′ (str.) | (1 – 2) Rapport | 40′, 75′ Joshua John 45+2′ Terence Groothusen | Bradenton (USA) Domare: Luis Enrique Santander Aguirre (Mexiko) | Bradenton (USA) Domare: Luis Enrique Santander Aguirre (Mexiko) |
| 18:00 UTC−4 | 18:00 UTC−4 |                         |                 |                                               | Bradenton (USA) Domare: Luis Enrique Santander Aguirre (Mexiko) | Bradenton (USA) Domare: Luis Enrique Santander Aguirre (Mexiko) |
| 18:00 UTC−4 | 18:00 UTC−4 |                         |                 |                                               | Bradenton (USA) Domare: Luis Enrique Santander Aguirre (Mexiko) | Bradenton (USA) Domare: Luis Enrique Santander Aguirre (Mexiko) |

|             | 4 juni 2021 | Surinam                                                                     | 6 – 0           | Bermuda | Dr. Ir. Franklin Essed Stadion               |                                              |
| 19:00 UTC−3 | 19:00 UTC−3 | Sheraldo Becker 3′, 36′ Nigel Hasselbaink 15′, 37′, 65′ Shaquille Pinas 74′ | (4 – 0) Rapport |         | Paramaribo Domare: Mario Escobar (Guatemala) | Paramaribo Domare: Mario Escobar (Guatemala) |
| 19:00 UTC−3 | 19:00 UTC−3 |                                                                             |                 |         | Paramaribo Domare: Mario Escobar (Guatemala) | Paramaribo Domare: Mario Escobar (Guatemala) |
| 19:00 UTC−3 | 19:00 UTC−3 |                                                                             |                 |         | Paramaribo Domare: Mario Escobar (Guatemala) | Paramaribo Domare: Mario Escobar (Guatemala) |

|             | 5 juni 2021 | Aruba | 0 – 7           | Kanada | IMG Academy                                  |                                              |
| 20:00 UTC−4 | 20:00 UTC−4 |       | (0 – 3) Rapport | 17′, 45+2′ Lucas Cavallini 20′ (str.) Junior Hoilett 49′ Zachary Brault-Guillard 78′ Alphonso Davies 87′ Cyle Larin 89′ Jonathan David | Bradenton (USA) Domare: Marco Ortíz (Mexiko) | Bradenton (USA) Domare: Marco Ortíz (Mexiko) |
| 20:00 UTC−4 | 20:00 UTC−4 |       |                 | | Bradenton (USA) Domare: Marco Ortíz (Mexiko) | Bradenton (USA) Domare: Marco Ortíz (Mexiko) |
| 20:00 UTC−4 | 20:00 UTC−4 |       |                 | | Bradenton (USA) Domare: Marco Ortíz (Mexiko) | Bradenton (USA) Domare: Marco Ortíz (Mexiko) |

|             | 8 juni 2021 | Bermuda       | 1 – 1           | Caymanöarna     | IMG Academy                                  |                                              |
| 20:00 UTC−4 | 20:00 UTC−4 | Kole Hall 65′ | (0 – 1) Rapport | 23′ Mark Ebanks | Bradenton (USA) Domare: Rubiel Vazquez (USA) | Bradenton (USA) Domare: Rubiel Vazquez (USA) |
| 20:00 UTC−4 | 20:00 UTC−4 |               |                 |                 | Bradenton (USA) Domare: Rubiel Vazquez (USA) | Bradenton (USA) Domare: Rubiel Vazquez (USA) |
| 20:00 UTC−4 | 20:00 UTC−4 |               |                 |                 | Bradenton (USA) Domare: Rubiel Vazquez (USA) | Bradenton (USA) Domare: Rubiel Vazquez (USA) |

|             | 8 juni 2021 | Kanada                                                  | 4 – 0           | Surinam | Seatgeek Stadium                            |                                             |
| 20:05 UTC−5 | 20:05 UTC−5 | Alphonso Davies 37′ Jonathan David 59′, 73′, 77′ (str.) | (1 – 0) Rapport |         | Bridgeview (USA) Domare: Nima Saghafi (USA) | Bridgeview (USA) Domare: Nima Saghafi (USA) |
| 20:05 UTC−5 | 20:05 UTC−5 |                                                         |                 |         | Bridgeview (USA) Domare: Nima Saghafi (USA) | Bridgeview (USA) Domare: Nima Saghafi (USA) |
| 20:05 UTC−5 | 20:05 UTC−5 |                                                         |                 |         | Bridgeview (USA) Domare: Nima Saghafi (USA) | Bridgeview (USA) Domare: Nima Saghafi (USA) |

### Grupp C
| Nr | Lag                            | S | V | O | F | GM | IM | MS  | P  |
| -- | ------------------------------ | - | - | - | - | -- | -- | --- | -- |
| 1  | Curaçao                        | 4 | 3 | 1 | 0 | 15 | 1  | +14 | 10 |
| 2  | Guatemala                      | 4 | 3 | 1 | 0 | 14 | 0  | +14 | 10 |
| 3  | Kuba                           | 4 | 2 | 0 | 2 | 7  | 3  | +4  | 6  |
| 4  | Saint Vincent och Grenadinerna | 4 | 1 | 0 | 3 | 3  | 16 | −13 | 3  |
| 5  | Brittiska Jungfruöarna         | 4 | 0 | 0 | 4 | 0  | 19 | −19 | 0  |

|             | 24 mars 2021 | Guatemala         | 1 – 0           | Kuba | Estadio Doroteo Guamuch Flores                            |                                                           |
| 18:00 UTC−6 | 18:00 UTC−6  | Luis Martínez 59′ | (0 – 0) Rapport |      | Guatemala City Domare: Benjamin Pineda Avila (Costa Rica) | Guatemala City Domare: Benjamin Pineda Avila (Costa Rica) |
| 18:00 UTC−6 | 18:00 UTC−6  |                   |                 |      | Guatemala City Domare: Benjamin Pineda Avila (Costa Rica) | Guatemala City Domare: Benjamin Pineda Avila (Costa Rica) |
| 18:00 UTC−6 | 18:00 UTC−6  |                   |                 |      | Guatemala City Domare: Benjamin Pineda Avila (Costa Rica) | Guatemala City Domare: Benjamin Pineda Avila (Costa Rica) |

|             | 25 mars 2021 | Curaçao                                                                              | 5 – 0           | Saint Vincent och Grenadinerna | Stadion dr. Antoine Maduro                  |                                             |
| 18:00 UTC−4 | 18:00 UTC−4  | Juninho Bacuna 1′, 35′ Anthony van den Hurk 17′ Jarchinio Antonia 45′ Elson Hooi 87′ | (4 – 0) Rapport |                                | Willemstad Domare: Ricangel de Leça (Aruba) | Willemstad Domare: Ricangel de Leça (Aruba) |
| 18:00 UTC−4 | 18:00 UTC−4  |                                                                                      |                 |                                | Willemstad Domare: Ricangel de Leça (Aruba) | Willemstad Domare: Ricangel de Leça (Aruba) |
| 18:00 UTC−4 | 18:00 UTC−4  |                                                                                      |                 |                                | Willemstad Domare: Ricangel de Leça (Aruba) | Willemstad Domare: Ricangel de Leça (Aruba) |

|             | 27 mars 2021 | Brittiska Jungfruöarna | 0 – 3           | Guatemala                                                 | Ergilio Hato Stadium                                  |                                                       |
| 18:00 UTC−4 | 18:00 UTC−4  |                        | (0 – 2) Rapport | 21′ Darwin Lom 44′ Moisés Hernández 81′ Robin Betancourth | Willemstad (Curaçao) Domare: Oscar Moncada (Honduras) | Willemstad (Curaçao) Domare: Oscar Moncada (Honduras) |
| 18:00 UTC−4 | 18:00 UTC−4  |                        |                 |                                                           | Willemstad (Curaçao) Domare: Oscar Moncada (Honduras) | Willemstad (Curaçao) Domare: Oscar Moncada (Honduras) |
| 18:00 UTC−4 | 18:00 UTC−4  |                        |                 |                                                           | Willemstad (Curaçao) Domare: Oscar Moncada (Honduras) | Willemstad (Curaçao) Domare: Oscar Moncada (Honduras) |

|             | 28 mars 2021 | Kuba               | 1 – 2           | Curaçao                                   | Estadio Doroteo Guamuch Flores                                                   |                                                                                  |
| 15:00 UTC−6 | 15:00 UTC−6  | Onel Hernández 27′ | (1 – 2) Rapport | 11′ Leandro Bacuna 44′ Charlison Benschop | Guatemala City (Guatemala) Domare: Germán Stanley Martínez Miranda (El Salvador) | Guatemala City (Guatemala) Domare: Germán Stanley Martínez Miranda (El Salvador) |
| 15:00 UTC−6 | 15:00 UTC−6  |                    |                 |                                           | Guatemala City (Guatemala) Domare: Germán Stanley Martínez Miranda (El Salvador) | Guatemala City (Guatemala) Domare: Germán Stanley Martínez Miranda (El Salvador) |
| 15:00 UTC−6 | 15:00 UTC−6  |                    |                 |                                           | Guatemala City (Guatemala) Domare: Germán Stanley Martínez Miranda (El Salvador) | Guatemala City (Guatemala) Domare: Germán Stanley Martínez Miranda (El Salvador) |

|             | 30 mars 2021 | Saint Vincent och Grenadinerna                       | 3 – 0           | Brittiska Jungfruöarna | Ergilio Hato Stadium                                     |                                                          |
| 18:00 UTC−4 | 18:00 UTC−4  | Oalex Anderson 10′ Zidane Sam 20′ Azinho Solomon 86′ | (2 – 0) Rapport |                        | Willemstad (Curaçao) Domare: Henry Bejarano (Costa Rica) | Willemstad (Curaçao) Domare: Henry Bejarano (Costa Rica) |
| 18:00 UTC−4 | 18:00 UTC−4  |                                                      |                 |                        | Willemstad (Curaçao) Domare: Henry Bejarano (Costa Rica) | Willemstad (Curaçao) Domare: Henry Bejarano (Costa Rica) |
| 18:00 UTC−4 | 18:00 UTC−4  |                                                      |                 |                        | Willemstad (Curaçao) Domare: Henry Bejarano (Costa Rica) | Willemstad (Curaçao) Domare: Henry Bejarano (Costa Rica) |

|             | 2 juni 2021 | Kuba                                                                                | 5 – 0           | Brittiska Jungfruöarna | Estadio Doroteo Guamuch Flores                                           |                                                                          |
| 15:30 UTC−6 | 15:30 UTC−6 | Luis Paradela 33′ Onel Hernández 68′ Maikel Reyes 76′ Cavafe 80′ Dairon Reyes 90+1′ | (1 – 0) Rapport |                        | Guatemala City (Guatemala) Domare: Jose Raul Torres Rivera (Puerto Rico) | Guatemala City (Guatemala) Domare: Jose Raul Torres Rivera (Puerto Rico) |
| 15:30 UTC−6 | 15:30 UTC−6 |                                                                                     |                 |                        | Guatemala City (Guatemala) Domare: Jose Raul Torres Rivera (Puerto Rico) | Guatemala City (Guatemala) Domare: Jose Raul Torres Rivera (Puerto Rico) |
| 15:30 UTC−6 | 15:30 UTC−6 |                                                                                     |                 |                        | Guatemala City (Guatemala) Domare: Jose Raul Torres Rivera (Puerto Rico) | Guatemala City (Guatemala) Domare: Jose Raul Torres Rivera (Puerto Rico) |

|             | 4 juni 2021 | Guatemala | 10 – 00         | Saint Vincent och Grenadinerna | Estadio Doroteo Guamuch Flores                               |                                                              |
| 16:00 UTC−6 | 16:00 UTC−6 | Darwin Lom 2′ Rudy Barrientos 12′ Oscar Santis 16′ Moisés Hernández 33′ (str.) Gerardo Gordillo 41′ Luis Martínez 52′ Robin Betancourth 66′ Marvin Ceballos 79′ (str.) Jorge Estuardo Vargas 85′ John Méndez 89′ | (5 – 0) Rapport |                                | Guatemala City Domare: Erick Moisés Lezama Pavón (Nicaragua) | Guatemala City Domare: Erick Moisés Lezama Pavón (Nicaragua) |
| 16:00 UTC−6 | 16:00 UTC−6 | |                 |                                | Guatemala City Domare: Erick Moisés Lezama Pavón (Nicaragua) | Guatemala City Domare: Erick Moisés Lezama Pavón (Nicaragua) |
| 16:00 UTC−6 | 16:00 UTC−6 | |                 |                                | Guatemala City Domare: Erick Moisés Lezama Pavón (Nicaragua) | Guatemala City Domare: Erick Moisés Lezama Pavón (Nicaragua) |

|             | 5 juni 2021 | Brittiska Jungfruöarna | 0 – 8           | Curaçao | Estadio Manuel Felipe Carrera                                     |                                                                   |
| 15:00 UTC−6 | 15:00 UTC−6 |                        | (0 – 6) Rapport | 7′ Brandley Kuwas 9′, 27′ Michaël Maria 11′ Leandro Bacuna 18′ (str.), 22′ Charlison Benschop 57′, 90+1′ Kenji Gorré | Guatemala City (Guatemala) Domare: William Anderson (Puerto Rico) | Guatemala City (Guatemala) Domare: William Anderson (Puerto Rico) |
| 15:00 UTC−6 | 15:00 UTC−6 |                        |                 | | Guatemala City (Guatemala) Domare: William Anderson (Puerto Rico) | Guatemala City (Guatemala) Domare: William Anderson (Puerto Rico) |
| 15:00 UTC−6 | 15:00 UTC−6 |                        |                 | | Guatemala City (Guatemala) Domare: William Anderson (Puerto Rico) | Guatemala City (Guatemala) Domare: William Anderson (Puerto Rico) |

|             | 8 juni 2021 | Saint Vincent och Grenadinerna | 0 – 1           | Kuba             | Kirani James Athletic Stadium                                       |                                                                     |
| 16:00 UTC−4 | 16:00 UTC−4 |                                | (0 – 0) Rapport | 64′ Maikel Reyes | Saint George's (Grenada) Domare: Fernando Guerrero Ramirez (Mexiko) | Saint George's (Grenada) Domare: Fernando Guerrero Ramirez (Mexiko) |
| 16:00 UTC−4 | 16:00 UTC−4 |                                |                 |                  | Saint George's (Grenada) Domare: Fernando Guerrero Ramirez (Mexiko) | Saint George's (Grenada) Domare: Fernando Guerrero Ramirez (Mexiko) |
| 16:00 UTC−4 | 16:00 UTC−4 |                                |                 |                  | Saint George's (Grenada) Domare: Fernando Guerrero Ramirez (Mexiko) | Saint George's (Grenada) Domare: Fernando Guerrero Ramirez (Mexiko) |

|             | 8 juni 2021 | Curaçao | 0 – 0   | Guatemala | Ergilio Hato Stadium                       |                                            |
| 20:00 UTC−4 | 20:00 UTC−4 |         | Rapport |           | Willemstad Domare: Armando Villareal (USA) | Willemstad Domare: Armando Villareal (USA) |
| 20:00 UTC−4 | 20:00 UTC−4 |         |         |           | Willemstad Domare: Armando Villareal (USA) | Willemstad Domare: Armando Villareal (USA) |
| 20:00 UTC−4 | 20:00 UTC−4 |         |         |           | Willemstad Domare: Armando Villareal (USA) | Willemstad Domare: Armando Villareal (USA) |

### Grupp D
| Nr | Lag                     | S | V | O | F | GM | IM | MS  | P  |
| -- | ----------------------- | - | - | - | - | -- | -- | --- | -- |
| 1  | Panama                  | 4 | 4 | 0 | 0 | 19 | 1  | +18 | 12 |
| 2  | Dominikanska republiken | 4 | 2 | 1 | 1 | 8  | 4  | +4  | 7  |
| 3  | Barbados                | 4 | 1 | 2 | 1 | 3  | 3  | 0   | 5  |
| 4  | Dominica                | 4 | 1 | 1 | 2 | 5  | 4  | +1  | 4  |
| 5  | Anguilla                | 4 | 0 | 0 | 4 | 0  | 23 | −23 | 0  |

|             | 24 mars 2021 | Dominikanska republiken | 1 – 0           | Dominica | Félix Sánchez Olympic Stadium                        |                                                      |
| 19:00 UTC−4 | 19:00 UTC−4  | Fran Núñez 52′          | (0 – 0) Rapport |          | Santo Domingo Domare: William Anderson (Puerto Rico) | Santo Domingo Domare: William Anderson (Puerto Rico) |
| 19:00 UTC−4 | 19:00 UTC−4  |                         |                 |          | Santo Domingo Domare: William Anderson (Puerto Rico) | Santo Domingo Domare: William Anderson (Puerto Rico) |
| 19:00 UTC−4 | 19:00 UTC−4  |                         |                 |          | Santo Domingo Domare: William Anderson (Puerto Rico) | Santo Domingo Domare: William Anderson (Puerto Rico) |

|             | 25 mars 2021 | Panama         | 1 – 0           | Barbados | Félix Sánchez Olympic Stadium                                      |                                                                    |
| 20:00 UTC−4 | 20:00 UTC−4  | Jair Catuy 82′ | (0 – 0) Rapport |          | Santo Domingo (Dominikanska republiken) Domare: Nima Saghafi (USA) | Santo Domingo (Dominikanska republiken) Domare: Nima Saghafi (USA) |
| 20:00 UTC−4 | 20:00 UTC−4  |                |                 |          | Santo Domingo (Dominikanska republiken) Domare: Nima Saghafi (USA) | Santo Domingo (Dominikanska republiken) Domare: Nima Saghafi (USA) |
| 20:00 UTC−4 | 20:00 UTC−4  |                |                 |          | Santo Domingo (Dominikanska republiken) Domare: Nima Saghafi (USA) | Santo Domingo (Dominikanska republiken) Domare: Nima Saghafi (USA) |

|             | 27 mars 2021 | Anguilla | 0 – 6           | Dominikanska republiken                                                                   | Inter Miami CF Stadium                             |                                                    |
| 18:00 UTC−4 | 18:00 UTC−4  |          | (0 – 3) Rapport | 22′ (str.), 27′ Dorny Romero 25′, 46′ Nowend Lorenzo 66′ Domingo Peralta 75′ Luis Espinal | Fort Lauderdale (USA) Domare: Rubiel Vázquez (USA) | Fort Lauderdale (USA) Domare: Rubiel Vázquez (USA) |
| 18:00 UTC−4 | 18:00 UTC−4  |          |                 |                                                                                           | Fort Lauderdale (USA) Domare: Rubiel Vázquez (USA) | Fort Lauderdale (USA) Domare: Rubiel Vázquez (USA) |
| 18:00 UTC−4 | 18:00 UTC−4  |          |                 |                                                                                           | Fort Lauderdale (USA) Domare: Rubiel Vázquez (USA) | Fort Lauderdale (USA) Domare: Rubiel Vázquez (USA) |

|             | 28 mars 2021 | Dominica          | 1 – 2           | Panama                                   | Félix Sánchez Olympic Stadium                                                     |                                                                                   |
| 16:00 UTC−4 | 16:00 UTC−4  | Audel Laville 82′ | (0 – 1) Rapport | 28′ (sjm.) Briel Thomas 85′ José Fajardo | Santo Domingo (Dominikanska republiken) Domare: Marco Antonio Ortíz Nava (Mexiko) | Santo Domingo (Dominikanska republiken) Domare: Marco Antonio Ortíz Nava (Mexiko) |
| 16:00 UTC−4 | 16:00 UTC−4  |                   |                 |                                          | Santo Domingo (Dominikanska republiken) Domare: Marco Antonio Ortíz Nava (Mexiko) | Santo Domingo (Dominikanska republiken) Domare: Marco Antonio Ortíz Nava (Mexiko) |
| 16:00 UTC−4 | 16:00 UTC−4  |                   |                 |                                          | Santo Domingo (Dominikanska republiken) Domare: Marco Antonio Ortíz Nava (Mexiko) | Santo Domingo (Dominikanska republiken) Domare: Marco Antonio Ortíz Nava (Mexiko) |

|             | 30 mars 2021 | Barbados            | 1 – 0           | Anguilla | Félix Sánchez Olympic Stadium                                                 |                                                                               |
| 19:30 UTC−4 | 19:30 UTC−4  | Emile Saimovici 81′ | (0 – 0) Rapport |          | Santo Domingo (Dominikanska republiken) Domare: Diego Montaño Robles (Mexiko) | Santo Domingo (Dominikanska republiken) Domare: Diego Montaño Robles (Mexiko) |
| 19:30 UTC−4 | 19:30 UTC−4  |                     |                 |          | Santo Domingo (Dominikanska republiken) Domare: Diego Montaño Robles (Mexiko) | Santo Domingo (Dominikanska republiken) Domare: Diego Montaño Robles (Mexiko) |
| 19:30 UTC−4 | 19:30 UTC−4  |                     |                 |          | Santo Domingo (Dominikanska republiken) Domare: Diego Montaño Robles (Mexiko) | Santo Domingo (Dominikanska republiken) Domare: Diego Montaño Robles (Mexiko) |

|             | 2 juni 2021 | Dominica                                          | 3 – 0           | Anguilla | Félix Sánchez Olympic Stadium                                                        |                                                                                      |
| 15:00 UTC−4 | 15:00 UTC−4 | Briel Thomas 3′ Chad Bertrand 34′ Julian Wade 42′ | (3 – 0) Rapport |          | Santo Domingo (Dominikanska republiken) Domare: Kimbell Ward (Saint Kitts och Nevis) | Santo Domingo (Dominikanska republiken) Domare: Kimbell Ward (Saint Kitts och Nevis) |
| 15:00 UTC−4 | 15:00 UTC−4 |                                                   |                 |          | Santo Domingo (Dominikanska republiken) Domare: Kimbell Ward (Saint Kitts och Nevis) | Santo Domingo (Dominikanska republiken) Domare: Kimbell Ward (Saint Kitts och Nevis) |
| 15:00 UTC−4 | 15:00 UTC−4 |                                                   |                 |          | Santo Domingo (Dominikanska republiken) Domare: Kimbell Ward (Saint Kitts och Nevis) | Santo Domingo (Dominikanska republiken) Domare: Kimbell Ward (Saint Kitts och Nevis) |

|             | 4 juni 2021 | Dominikanska republiken | 1 – 1           | Barbados               | Félix Sánchez Olympic Stadium                                       |                                                                     |
| 19:00 UTC−4 | 19:00 UTC−4 | Manny Rodríguez 90+2′   | (0 – 1) Rapport | 42′ Niall Reid-Stephen | Santo Domingo Domare: Germán Stanley Martínez Miranda (El Salvador) | Santo Domingo Domare: Germán Stanley Martínez Miranda (El Salvador) |
| 19:00 UTC−4 | 19:00 UTC−4 |                         |                 |                        | Santo Domingo Domare: Germán Stanley Martínez Miranda (El Salvador) | Santo Domingo Domare: Germán Stanley Martínez Miranda (El Salvador) |
| 19:00 UTC−4 | 19:00 UTC−4 |                         |                 |                        | Santo Domingo Domare: Germán Stanley Martínez Miranda (El Salvador) | Santo Domingo Domare: Germán Stanley Martínez Miranda (El Salvador) |

|             | 5 juni 2021 | Anguilla | 00 – 13         | Panama | Estadio Nacional de Panamá                            |                                                       |
| 19:00 UTC−5 | 19:00 UTC−5 |          | (0 – 4) Rapport | 7′, 18′ Armando Cooper 31′ Jorman Aguilar 35′ (str.), 53′, 70′, 83′ (str.) Gabriel Torres 48′ (sjm.) Tafari Smith 50′ Cecilio Waterman 58′ Miguel Camargo 73′ Jair Catuy 84′ Alberto Quintero 90′ Francisco Palacios | Panama City (Panama) Domare: Sergio Reyna (Guatemala) | Panama City (Panama) Domare: Sergio Reyna (Guatemala) |
| 19:00 UTC−5 | 19:00 UTC−5 |          |                 | | Panama City (Panama) Domare: Sergio Reyna (Guatemala) | Panama City (Panama) Domare: Sergio Reyna (Guatemala) |
| 19:00 UTC−5 | 19:00 UTC−5 |          |                 | | Panama City (Panama) Domare: Sergio Reyna (Guatemala) | Panama City (Panama) Domare: Sergio Reyna (Guatemala) |

|             | 8 juni 2021 | Barbados            | 1 – 1           | Dominica        | Félix Sánchez Olympic Stadium                                                       |                                                                                     |
| 19:00 UTC−4 | 19:00 UTC−4 | Emile Saimovici 48′ | (0 – 0) Rapport | 57′ Julian Wade | Santo Domingo (Dominikanska republiken) Domare: Jaime Herrera Bonilla (El Salvador) | Santo Domingo (Dominikanska republiken) Domare: Jaime Herrera Bonilla (El Salvador) |
| 19:00 UTC−4 | 19:00 UTC−4 |                     |                 |                 | Santo Domingo (Dominikanska republiken) Domare: Jaime Herrera Bonilla (El Salvador) | Santo Domingo (Dominikanska republiken) Domare: Jaime Herrera Bonilla (El Salvador) |
| 19:00 UTC−4 | 19:00 UTC−4 |                     |                 |                 | Santo Domingo (Dominikanska republiken) Domare: Jaime Herrera Bonilla (El Salvador) | Santo Domingo (Dominikanska republiken) Domare: Jaime Herrera Bonilla (El Salvador) |

|             | 8 juni 2021 | Panama                                                  | 3 – 0           | Dominikanska republiken | Estadio Nacional de Panamá                               |                                                          |
| 20:00 UTC−5 | 20:00 UTC−5 | Aníbal Godoy 8′ Édgar Bárcenas 67′ Cecilio Waterman 86′ | (1 – 0) Rapport |                         | Panama City Domare: Walter López Castellanos (Nicaragua) | Panama City Domare: Walter López Castellanos (Nicaragua) |
| 20:00 UTC−5 | 20:00 UTC−5 |                                                         |                 |                         | Panama City Domare: Walter López Castellanos (Nicaragua) | Panama City Domare: Walter López Castellanos (Nicaragua) |
| 20:00 UTC−5 | 20:00 UTC−5 |                                                         |                 |                         | Panama City Domare: Walter López Castellanos (Nicaragua) | Panama City Domare: Walter López Castellanos (Nicaragua) |

### Grupp E
| Nr | Lag                    | S | V | O | F | GM | IM | MS  | P |
| -- | ---------------------- | - | - | - | - | -- | -- | --- | - |
| 1  | Haiti                  | 3 | 3 | 0 | 0 | 13 | 0  | +13 | 9 |
| 2  | Nicaragua              | 3 | 2 | 0 | 1 | 10 | 1  | +9  | 6 |
| 3  | Belize                 | 3 | 1 | 0 | 2 | 5  | 5  | 0   | 3 |
| 4  | Turks- och Caicosöarna | 3 | 0 | 0 | 3 | 0  | 22 | −22 | 0 |
| 5  | Saint Lucia            | 0 | 0 | 0 | 0 | 0  | 0  | 0   | 0 |

|             | 25 mars 2021 | Haiti                             | 2 – 0           | Belize | Stade Sylvio Cator                                          |                                                             |
| 17:00 UTC−4 | 17:00 UTC−4  | Ricardo Adé 50′ Steven Séance 81′ | (0 – 0) Rapport |        | Port-au-Prince Domare: Walter López Castellanos (Guatemala) | Port-au-Prince Domare: Walter López Castellanos (Guatemala) |
| 17:00 UTC−4 | 17:00 UTC−4  |                                   |                 |        | Port-au-Prince Domare: Walter López Castellanos (Guatemala) | Port-au-Prince Domare: Walter López Castellanos (Guatemala) |
| 17:00 UTC−4 | 17:00 UTC−4  |                                   |                 |        | Port-au-Prince Domare: Walter López Castellanos (Guatemala) | Port-au-Prince Domare: Walter López Castellanos (Guatemala) |

|             | 27 mars 2021 | Turks- och Caicosöarna | 0 – 7           | Nicaragua                                                                                         | Estadio Panamericano                                                           |                                                                                |
| 16:30 UTC−4 | 16:30 UTC−4  |                        | (0 – 3) Rapport | 3′, 59′ Juan Barrera 8′, 45+2′ Ariagner Smith 46′ Marvin Fletes 78′ Dshon Forbes 87′ Matias Belli | San Cristóbal (Dominikanska republiken) Domare: William Anderson (Puerto Rico) | San Cristóbal (Dominikanska republiken) Domare: William Anderson (Puerto Rico) |
| 16:30 UTC−4 | 16:30 UTC−4  |                        |                 |                                                                                                   | San Cristóbal (Dominikanska republiken) Domare: William Anderson (Puerto Rico) | San Cristóbal (Dominikanska republiken) Domare: William Anderson (Puerto Rico) |
| 16:30 UTC−4 | 16:30 UTC−4  |                        |                 |                                                                                                   | San Cristóbal (Dominikanska republiken) Domare: William Anderson (Puerto Rico) | San Cristóbal (Dominikanska republiken) Domare: William Anderson (Puerto Rico) |

|             | 30 mars 2021 | Belize                                                                                 | 5 – 0           | Turks- och Caicosöarna | Estadio Panamericano                                               |                                                                    |
| 17:00 UTC−4 | 17:00 UTC−4  | Carlos Bernárdez 45+3′, 48′ Jesse August 47′ Deshawon Nembhard 81′ Deon McCaulay 90+1′ | (1 – 0) Rapport |                        | San Cristóbal (Dominikanska republiken) Domare: Nima Saghafi (USA) | San Cristóbal (Dominikanska republiken) Domare: Nima Saghafi (USA) |
| 17:00 UTC−4 | 17:00 UTC−4  |                                                                                        |                 |                        | San Cristóbal (Dominikanska republiken) Domare: Nima Saghafi (USA) | San Cristóbal (Dominikanska republiken) Domare: Nima Saghafi (USA) |
| 17:00 UTC−4 | 17:00 UTC−4  |                                                                                        |                 |                        | San Cristóbal (Dominikanska republiken) Domare: Nima Saghafi (USA) | San Cristóbal (Dominikanska republiken) Domare: Nima Saghafi (USA) |

|             | 4 juni 2021 | Nicaragua                                                | 3 – 0           | Belize | Estadio Nacional                          |                                           |
| 19:00 UTC−6 | 19:00 UTC−6 | Richard Rodríguez 25′ Byron Bonilla 46′ Juan Barrera 51′ | (1 – 0) Rapport |        | Managua Domare: Nelson Salgado (Honduras) | Managua Domare: Nelson Salgado (Honduras) |
| 19:00 UTC−6 | 19:00 UTC−6 |                                                          |                 |        | Managua Domare: Nelson Salgado (Honduras) | Managua Domare: Nelson Salgado (Honduras) |
| 19:00 UTC−6 | 19:00 UTC−6 |                                                          |                 |        | Managua Domare: Nelson Salgado (Honduras) | Managua Domare: Nelson Salgado (Honduras) |

|             | 5 juni 2021 | Turks- och Caicosöarna | 00 – 10         | Haiti | TCIFA National Academy                               |                                                      |
| 15:00 UTC−3 | 15:00 UTC−3 |                        | (0 – 5) Rapport | 27′, 30′, 34′, 37′ Duckens Nazon 42′, 83′ Carnejy Antoine 53′ Jeppe Simonsen 75′, 87′, 90+2′ Frantzdy Pierrot | Providenciales Domare: Diego Montaño Robles (Mexiko) | Providenciales Domare: Diego Montaño Robles (Mexiko) |
| 15:00 UTC−3 | 15:00 UTC−3 |                        |                 | | Providenciales Domare: Diego Montaño Robles (Mexiko) | Providenciales Domare: Diego Montaño Robles (Mexiko) |
| 15:00 UTC−3 | 15:00 UTC−3 |                        |                 | | Providenciales Domare: Diego Montaño Robles (Mexiko) | Providenciales Domare: Diego Montaño Robles (Mexiko) |

|             | 8 juni 2021 | Haiti               | 1 – 0           | Nicaragua | Stade Sylvio Cator                              |                                                 |
| 17:00 UTC−4 | 17:00 UTC−4 | Derrick Etienne 63′ | (0 – 0) Rapport |           | Port-au-Prince Domare: Kevin Morrison (Jamaica) | Port-au-Prince Domare: Kevin Morrison (Jamaica) |
| 17:00 UTC−4 | 17:00 UTC−4 |                     |                 |           | Port-au-Prince Domare: Kevin Morrison (Jamaica) | Port-au-Prince Domare: Kevin Morrison (Jamaica) |
| 17:00 UTC−4 | 17:00 UTC−4 |                     |                 |           | Port-au-Prince Domare: Kevin Morrison (Jamaica) | Port-au-Prince Domare: Kevin Morrison (Jamaica) |

### Grupp F
| Nr | Lag                   | S | V | O | F | GM | IM | MS  | P |
| -- | --------------------- | - | - | - | - | -- | -- | --- | - |
| 1  | Saint Kitts och Nevis | 4 | 3 | 0 | 1 | 8  | 2  | +6  | 9 |
| 2  | Trinidad och Tobago   | 4 | 2 | 2 | 0 | 6  | 1  | +5  | 8 |
| 3  | Puerto Rico           | 4 | 2 | 1 | 1 | 10 | 2  | +8  | 7 |
| 4  | Guyana                | 4 | 1 | 0 | 3 | 4  | 8  | −4  | 3 |
| 5  | Bahamas               | 4 | 0 | 1 | 3 | 0  | 15 | −15 | 1 |

|             | 24 mars 2021 | Saint Kitts och Nevis | 1 – 0           | Puerto Rico | Estadio Panamericano                                                                               | |
| 16:00 UTC−4 | 16:00 UTC−4  | Vinceroy Nelson 42′   | (1 – 0) Rapport |             | San Cristóbal (Dominikanska republiken) Domare: Randy Encarnacion Solano (Dominikanska republiken) | San Cristóbal (Dominikanska republiken) Domare: Randy Encarnacion Solano (Dominikanska republiken) |
| 16:00 UTC−4 | 16:00 UTC−4  |                       |                 |             | San Cristóbal (Dominikanska republiken) Domare: Randy Encarnacion Solano (Dominikanska republiken) | San Cristóbal (Dominikanska republiken) Domare: Randy Encarnacion Solano (Dominikanska republiken) |
| 16:00 UTC−4 | 16:00 UTC−4  |                       |                 |             | San Cristóbal (Dominikanska republiken) Domare: Randy Encarnacion Solano (Dominikanska republiken) | San Cristóbal (Dominikanska republiken) Domare: Randy Encarnacion Solano (Dominikanska republiken) |

|             | 25 mars 2021 | Trinidad och Tobago                               | 3 – 0   | Guyana | Estadio Panamericano                                                              |                                                                                   |
| 19:00 UTC−4 | 19:00 UTC−4  | Levi García 7′ Sheldon Bateau 15′ Ryan Telfer 44′ | Rapport |        | San Cristóbal (Dominikanska republiken) Domare: Marco Antonio Ortíz Nava (Mexiko) | San Cristóbal (Dominikanska republiken) Domare: Marco Antonio Ortíz Nava (Mexiko) |
| 19:00 UTC−4 | 19:00 UTC−4  |                                                   |         |        | San Cristóbal (Dominikanska republiken) Domare: Marco Antonio Ortíz Nava (Mexiko) | San Cristóbal (Dominikanska republiken) Domare: Marco Antonio Ortíz Nava (Mexiko) |
| 19:00 UTC−4 | 19:00 UTC−4  |                                                   |         |        | San Cristóbal (Dominikanska republiken) Domare: Marco Antonio Ortíz Nava (Mexiko) | San Cristóbal (Dominikanska republiken) Domare: Marco Antonio Ortíz Nava (Mexiko) |

|             | 27 mars 2021 | Bahamas | 0 – 4           | Saint Kitts och Nevis                                                 | Thomas Robinson Stadium               |                                       |
| 19:00 UTC−4 | 19:00 UTC−4  |         | (0 – 1) Rapport | 25′, 65′ Keithroy Freeman 53′ Kimaree Rogers 82′ Omari Sterling-James | Nassau Domare: Benbito Celima (Haiti) | Nassau Domare: Benbito Celima (Haiti) |
| 19:00 UTC−4 | 19:00 UTC−4  |         |                 |                                                                       | Nassau Domare: Benbito Celima (Haiti) | Nassau Domare: Benbito Celima (Haiti) |
| 19:00 UTC−4 | 19:00 UTC−4  |         |                 |                                                                       | Nassau Domare: Benbito Celima (Haiti) | Nassau Domare: Benbito Celima (Haiti) |

|             | 28 mars 2021 | Puerto Rico        | 1 – 1           | Trinidad och Tobago | Mayagüez Athletics Stadium                |                                           |
| 17:00 UTC−4 | 17:00 UTC−4  | Ricardo Rivera 72′ | (0 – 0) Rapport | 54′ Joevin Jones    | Mayagüez Domare: Adonai Escobedo (Mexiko) | Mayagüez Domare: Adonai Escobedo (Mexiko) |
| 17:00 UTC−4 | 17:00 UTC−4  |                    |                 |                     | Mayagüez Domare: Adonai Escobedo (Mexiko) | Mayagüez Domare: Adonai Escobedo (Mexiko) |
| 17:00 UTC−4 | 17:00 UTC−4  |                    |                 |                     | Mayagüez Domare: Adonai Escobedo (Mexiko) | Mayagüez Domare: Adonai Escobedo (Mexiko) |

|             | 30 mars 2021 | Guyana                                                                     | 4 – 0           | Bahamas | Félix Sánchez Olympic Stadium                                            |                                                                          |
| 15:00 UTC−4 | 15:00 UTC−4  | Keithroy Freeman 25′, 65′ Rowan Liburd 53′ (str.) Omari Sterling-James 82′ | (1 – 0) Rapport |         | Santo Domingo (Dominikanska republiken) Domare: Sergio Reyna (Guatemala) | Santo Domingo (Dominikanska republiken) Domare: Sergio Reyna (Guatemala) |
| 15:00 UTC−4 | 15:00 UTC−4  |                                                                            |                 |         | Santo Domingo (Dominikanska republiken) Domare: Sergio Reyna (Guatemala) | Santo Domingo (Dominikanska republiken) Domare: Sergio Reyna (Guatemala) |
| 15:00 UTC−4 | 15:00 UTC−4  |                                                                            |                 |         | Santo Domingo (Dominikanska republiken) Domare: Sergio Reyna (Guatemala) | Santo Domingo (Dominikanska republiken) Domare: Sergio Reyna (Guatemala) |

|             | 2 juni 2021 | Puerto Rico | 7 – 0           | Bahamas | Mayagüez Athletics Stadium        |                                   |
| 18:00 UTC−4 | 18:00 UTC−4 | Gerald Díaz 3′ Ricardo Rivera 13′, 43′ (str.) Isaac Angking 31′ Devin Vega 62′ Jaden Servania 66′ Lester Hayes 90+2′ | (4 – 0) Rapport |         | Mayagüez Domare: Tori Penso (USA) | Mayagüez Domare: Tori Penso (USA) |
| 18:00 UTC−4 | 18:00 UTC−4 | |                 |         | Mayagüez Domare: Tori Penso (USA) | Mayagüez Domare: Tori Penso (USA) |
| 18:00 UTC−4 | 18:00 UTC−4 | |                 |         | Mayagüez Domare: Tori Penso (USA) | Mayagüez Domare: Tori Penso (USA) |

|             | 4 juni 2021 | Saint Kitts och Nevis                               | 3 – 0           | Guyana | Warner Park                                 |                                             |
| 16:00 UTC−4 | 16:00 UTC−4 | Keithroy Freeman 9′ (str.), 36′ Romaine Sawyers 67′ | (2 – 0) Rapport |        | Basseterre Domare: Ricangel de Leça (Aruba) | Basseterre Domare: Ricangel de Leça (Aruba) |
| 16:00 UTC−4 | 16:00 UTC−4 |                                                     |                 |        | Basseterre Domare: Ricangel de Leça (Aruba) | Basseterre Domare: Ricangel de Leça (Aruba) |
| 16:00 UTC−4 | 16:00 UTC−4 |                                                     |                 |        | Basseterre Domare: Ricangel de Leça (Aruba) | Basseterre Domare: Ricangel de Leça (Aruba) |

|             | 5 juni 2021 | Bahamas | 0 – 0   | Trinidad och Tobago | Thomas Robinson Stadium                |                                        |
| 17:00 UTC−4 | 17:00 UTC−4 |         | Rapport |                     | Nassau Domare: Oliver Vergara (Panama) | Nassau Domare: Oliver Vergara (Panama) |
| 17:00 UTC−4 | 17:00 UTC−4 |         |         |                     | Nassau Domare: Oliver Vergara (Panama) | Nassau Domare: Oliver Vergara (Panama) |
| 17:00 UTC−4 | 17:00 UTC−4 |         |         |                     | Nassau Domare: Oliver Vergara (Panama) | Nassau Domare: Oliver Vergara (Panama) |

|             | 8 juni 2021 | Guyana | 0 – 2           | Puerto Rico                                 | Warner Park                                                                      |                                                                                  |
| 16:00 UTC−4 | 16:00 UTC−4 |        | (0 – 2) Rapport | 12′ Ricardo Rivera 25′ (str.) Isaac Angking | Basseterre (Saint Kitts och Nevis) Domare: Ismael Cornejo Meléndez (El Salvador) | Basseterre (Saint Kitts och Nevis) Domare: Ismael Cornejo Meléndez (El Salvador) |
| 16:00 UTC−4 | 16:00 UTC−4 |        |                 |                                             | Basseterre (Saint Kitts och Nevis) Domare: Ismael Cornejo Meléndez (El Salvador) | Basseterre (Saint Kitts och Nevis) Domare: Ismael Cornejo Meléndez (El Salvador) |
| 16:00 UTC−4 | 16:00 UTC−4 |        |                 |                                             | Basseterre (Saint Kitts och Nevis) Domare: Ismael Cornejo Meléndez (El Salvador) | Basseterre (Saint Kitts och Nevis) Domare: Ismael Cornejo Meléndez (El Salvador) |

|             | 8 juni 2021 | Trinidad och Tobago                   | 2 – 0           | Saint Kitts och Nevis | Félix Sánchez Olympic Stadium                                                                      | |
| 17:00 UTC−4 | 17:00 UTC−4 | Duane Muckette 36′ Khaleem Hyland 74′ | (1 – 0) Rapport |                       | Santo Domingo (Dominikanska republiken) Domare: Randy Encarnacion Solano (Dominikanska republiken) | Santo Domingo (Dominikanska republiken) Domare: Randy Encarnacion Solano (Dominikanska republiken) |
| 17:00 UTC−4 | 17:00 UTC−4 |                                       |                 |                       | Santo Domingo (Dominikanska republiken) Domare: Randy Encarnacion Solano (Dominikanska republiken) | Santo Domingo (Dominikanska republiken) Domare: Randy Encarnacion Solano (Dominikanska republiken) |
| 17:00 UTC−4 | 17:00 UTC−4 |                                       |                 |                       | Santo Domingo (Dominikanska republiken) Domare: Randy Encarnacion Solano (Dominikanska republiken) | Santo Domingo (Dominikanska republiken) Domare: Randy Encarnacion Solano (Dominikanska republiken) |